# Круглолист
Ризомній (Rhizomnium) — рід листостеблових мохів родини зіркомохових (Mniaceae). Рід поширений по всьому світі, але переважно у північній півкулі.

## Опис
Рослини цього роду, як правило, мають прості нерозгалужені стебла, червонуватого кольору і ростуть вертикально. Листки округлі, цілі. Спорогони зазвичай ростуть індивідуально, спорові капсули звисають горизонтально.

## Види
- Rhizomnium andrewsianum
- Rhizomnium appalachianum
- Rhizomnium glabrescens
- Rhizomnium gracile
- Rhizomnium horikawae
- Rhizomnium magnifolium
- Rhizomnium nudum
- Rhizomnium pseudopunctatum
- Rhizomnium punctatum
- Rhizomnium striatulum

Викопні види:
- Rhizomnium dentatum